# Atlantique Air Assistance
L'Atlantique Air Assistance era una compagnia aerea francese basata nel dipartimento della Loira Atlantica.

## Storia
La prima società fu fondata nel 1989 per effettuare voli charter, d'affari, sanitari e cargo.
Nel 2006 fondò la sussidiaria Atlantique Air Lines per effettuare trasporto passeggeri per conto di altre compagnie aeree (wet lease). Nel 2015 Atlantique Air Assistance mutava nome in Atlas Atlantique Airlines dotandosi di velivoli Airbus A.319 e Airbus A.320.
Nel 2017 la società stava incontrando ormai gravi problemi finanziari, avendo difficoltà a definire chiaramente un modello di sviluppo. A causa di problemi di pagamento, fu posta in amministrazione controllata. Ha cessato le attività nell'ottobre 2017, perdendo tanto la licenza che il certificato di operatore aereo (COA) il 13 novembre 2017. A causa della mancanza di acquirenti, l'azienda è stata dichiarata fallita il 6 dicembre 2017.

## Flotta
La compagnia ha operato con:
- Airbus A319-100
- Airbus A320-200
- ATR 42-320
- Beechcraft 1900D
- Beechcraft 1900C
- Beechcraft King Air 90
- Embraer EMB-120